# Zweden op het Eurovisiesongfestival 1979
Melodifestivalen 1979 was de achttiende editie van de liedjeswedstrijd die de Zweedse deelnemer voor het Eurovisiesongfestival oplevert. De winnaar werd bepaald door de regionale jury.

## Uitslag
| Nr. | Artiest                       | Lied                           | Songwriters                                       | Punten | Plaats |
| --- | ----------------------------- | ------------------------------ | ------------------------------------------------- | ------ | ------ |
| 1   | Ola+3                         | Det känns som jag vandrar fram | Ulf Wahlberg                                      | 85     | 3de    |
| 2   | Tomas Adolphson & Anders Falk | Tillsammans                    | Tomas Adolphson, Anders Falk                      | 58     | 6de    |
| 3   | Eva Dahlgren                  | Om jag skriver en sång         | Eva Dahlgren                                      | 85     | 3de    |
| 4   | Tomas Ledin                   | Det ligger i luften            | Tomas Ledin                                       | 96     | 2de    |
| 5   | Kjell Hansson                 | Mer än bara över natten        | Kjell Hansson                                     | 59     | 5de    |
| 6   | Timjan                        | En egen fela                   | Peter Olsson, Anders Olsson                       | 39     | 9de    |
| 7   | Pontus Platin                 | Nattens sång                   | Pontus Platin, Susanne Wigforss, Patrice Hellberg | 44     | 8ste   |
| 8   | Py Bäckman & Py Gang          | Var det här bara början?       | Py Bäckman                                        | 45     | 7de    |
| 9   | Ted Gärdestad                 | Satellit                       | Ted Gärdestad, Kenneth Gärdestad                  | 105    | 1ste   |
| 10  | Magnus Uggla                  | Johnny the Rucker              | Magnus Uggla                                      | 22     | 10de   |

### Jurering
| Lied                           | Falun | Göteborg | Karlstad | Luleå | Malmö | Norrköping | Sundsvall | Umeå) | Växjö | Örebro | Stockholm | Totaal |
| ------------------------------ | ----- | -------- | -------- | ----- | ----- | ---------- | --------- | ----- | ----- | ------ | --------- | ------ |
| Det känns som jag vandrar fram | 10    | 6        | 6        | 7     | 6     | 4          | 7         | 12    | 7     | 8      | 12        | 85     |
| Tillsammans                    | 6     | 3        | 5        | 6     | 10    | 6          | 4         | 8     | 3     | 5      | 2         | 58     |
| Om jag skriver en sång         | 8     | 12       | 10       | 2     | 4     | 7          | 6         | 10    | 8     | 12     | 6         | 85     |
| Det ligger i luften            | 12    | 10       | 12       | 10    | 8     | 10         | 10        | 3     | 6     | 7      | 8         | 96     |
| Mer än bara över natten        | 7     | 5        | 2        | 1     | 3     | 8          | 8         | 7     | 10    | 3      | 5         | 59     |
| En egen fela                   | 3     | 4        | 3        | 3     | 7     | 2          | 5         | 2     | 1     | 2      | 7         | 39     |
| Nattens sång                   | 1     | 8        | 4        | 4     | 5     | 5          | 2         | 4     | 4     | 6      | 1         | 44     |
| Satellit                       | 5     | 7        | 7        | 12    | 12    | 12         | 12        | 6     | 12    | 10     | 10        | 105    |
| Johnny the Rocker              | 2     | 1        | 1        | 5     | 1     | 1          | 1         | 1     | 5     | 1      | 3         | 22     |

## In Jeruzalem
In Jeruzalem moest Zweden optreden als 15de, na Nederland en voor Noorwegen.
Op het einde van de puntentelling was Zweden 17de geworden met een totaal van 8 punten.
Men ontving van Nederland en België geen punten.

### Gekregen punten

#### Finale
| 12 punten | 10 punten | 8 punten | 7 punten | 6 punten               |
| --------- | --------- | -------- | -------- | ---------------------- |
|           |           |          |          | - Ierland              |
| 5 punten  | 4 punten  | 3 punten | 2 punten | 1 punt                 |
|           |           |          |          | - Griekenland - Israël |

### Punten gegeven door Zweden

#### Finale
Punten gegeven in de finale:
| 12 punten | Israël      |
| 10 punten | Noorwegen   |
| 8 punten  | Ierland     |
| 7 punten  | Spanje      |
| 6 punten  | Duitsland   |
| 5 punten  | Frankrijk   |
| 4 punten  | Nederland   |
| 3 punten  | Portugal    |
| 2 punten  | Griekenland |
| 1 punt    | Denemarken  |